# キセキのローレライ
『キセキのローレライ』は、能登山けいこによる日本の漫画作品。『ちゃお』（小学館）にて、2019年5月号から2020年7月号まで連載された。番外編が『ちゃおデラックス』（同社刊）に掲載された。略称は「キセロー」。

## ストーリー
歌川喜世（うたがわキセ）は歌が大好きな中学2年生。ところが一年の秋に音楽の歌唱テストの際ペアになった生徒が喜世の歌で失神する事故を起こして以来、歌うことを恐れて人前に出られなくなり不登校になっていた。そんな喜世のもとに転校生の長須勇魚（ながすイサナ）が訪れた。先生からの宿題を届けに来たことと、まだ学校で会っていない喜世が気になったからだと言う。初対面の勇魚に緊張する喜世だったが、自分のペースでいいよという彼の対応に親近感を抱く。
ある日、勇魚がクジラを見に行かないかと喜世を誘った。最近クジラの大群が東京湾に出没し、騒動になっていたのだ。クジラが気になった喜世は誘いに乗り、クジラが出る港を訪れるがどこも人だかりになっていた。クジラを見るのをあきらめ催し物のワークショップで楽しんだ後、突然勇魚が遠くから声がするといきなり駆け出した。走った先には、クジラの子供がはぐれて浜に座礁している姿だった。弱っていたクジラだったが喜世が声をかけると答えるかのようにひれをばたつかせた。喜世は自分の声に反応していることが分かり、この声でクジラをどう励ませるか考えた。考えた先に歌を歌いだすとクジラの子供は「ありがとう」と言葉を残し、元気を出して海へ戻っていった。勇魚は喜世の歌に感動し「君の声はキセキを起こせるんだね」と笑顔で笑った。喜世は本当は歌が大好きな気持ちを改めて感じるのだった。
一方、学園都市エデン、あらゆる天才と才女が集う学園都市のトップ・鯱野オルカ（しゃちのオルカ）という少年がクジラの大群について分析していた。結果はクジラたちは喜世の歌声に引き寄せられ、東京湾に集結していたのだった。エデンのスパイである勇魚を利用して、オルカは喜世の能力を「ローレライ」と名付けある目的のために狙いをつけるのであった。

## 登場人物
※声の項はボイスコミック版の声優。
歌川 喜世（うたがわ キセ）
声 - 木村真悠
主人公。中学二年生。歌が大好きな内気でおとしやかな美少女。海鯨学園中学校に通っているが、半年近く不登校を続けている。
あることがきっかけで喋ることが苦手になり、どもる癖がある。両親は家におらず、カフェ「カフェ・ド・バレーヌ」を営む祖母と2人暮らしで家事手伝いをしている。また、授業に遅れないためにパソコンの通信講座で勉強をしている。歌を歌うことが好きで、人のいない海辺でこっそり歌を歌っている。　
実は非常に高い周波数の持ち主で「歌うことで人（または高度な知能を持つ動物）の心を通わすこと」ができ、応用して想いを叫ぶことによって人の動きを止めたり、失神させることもできる。ところが能力は不完全で安定しておらず、喜世の感情に左右されるため、聞いた人に心の変調をもたらすことがある。
学園都市エデン（もしくはオルカ）に「ローレライ」と呼ばれ能力を狙われている。
長須 勇魚（ながす イサナ）
声 - 半澤敦史
海鯨学園に転校してきた謎の転校生。
ブルーグレーの瞳を持つ中性的な容姿で、転校してすぐに女子生徒にモテているほどのイケメン。転校してからも見かけないキセに興味を持ち、尋ねてきた。
正体は学園都市エデンから来たスパイ。何らかの理由でエデンに軟禁され、オルカからキセをエデン側に連れていけば自由の身にしてやるといわれ、キセを探すために海鯨学園に転校してきた。だがキセと会ううちにキセへの恋心とスパイ活動の間で感情が複雑になり、オルカに対しても裏切ることもできなかったが、キセの行動によってエデンを離反することができた。
養護施設の出身で、親がいないためマンションで一人暮らしをしている。特技は料理とピアノ。東北生まれ。優れた聴覚の持ち主で、数百メートル先にいたクジラを見つけたこともある。
鯱野 オルカ（しゃちの オルカ）
声 - 馬場淳平
イサナと同じ瞳を持つ中学2年生の男子生徒。
学園都市エデンのリーダーを務めており、甘いルックスとカリスマ性から「いずれ日本のトップに立つ存在」と呼ばれている。
三国市長の命令で動いており、キセの能力を狙っている。目的のためなら手段を選ばず、手下を使いキセを捕まえようとするが、キセの偵察で東京にいた際、（偶然渋谷にいたキセのもとに）突然姿を現し自分の正体をあっさり明かしたり、イサナをながく信頼していたがために彼の裏切りに気付いていなかったことなど詰めが甘い。イサナとは養護施設で育った間柄で、イサナ以外に友達がいなかったために、その関係性に執着をしている。
イサナの裏切りとキセの能力の強大さに気付いた際、イサナに任せておくのではなく自分が迎えに行けばよかったと怒りと後悔を漏らし、東京行きを決意した。
鯨井 温（くじらい おん）
オルカとは別グループに所属しているボーイッシュな美少女。一人称は僕。
学園都市エデンに自分の仲間が捕らえられており、敵視している。キセとは違う学校に通っており、部活は女子野球部。その腕前はU-15に召集されるほどの実力の持ち主。
鯨井 涼（くじらい りょう）
温のいとこ。クールで縦巻ツインテールをしたクールビューティーな少女。
現役中学生作曲家で数々のプロデュースをしている。
沖田 みんく（おきた みんく）
海鯨学園の文化祭（第7話）で出会ったニット帽を被った元気で明るい少女。
「Minky's」（ミンキーズ）という学生バンドでギターをしており、文化祭の催しでボーカルにアクシデントが起こったときにキセに代理ボーカルを頼んだ。
実は第1話から登場しており、そのときは高速船でクジラをみていたり、さらに6話で海鯨学園を私服で訪れていた描写がある。
キセが「ローレライ」であることを知っていることから、何らかの目的で海鯨学園に転校してきたと思われる。男性バンド「EDEN」のファン。
勢見 流（せみ ながる）
キセのクラスメイトだった男子生徒。キセと音楽の授業のテストでペアになり、失神した本人。本当はキセの歌が好きでペアになる人に譲ってくれと嘆願するほどだった。キセの不登校以後、学校に行くもクラスに入ることもできず、学校の温室に入り浸っており、クラスメイトから「あの部屋にはおばけがいる」と言われている。園芸部所属。
奥村 岬（おくむら みさき）
前作『終わる世界でキミに恋する』の主人公。
本作では海鯨学園の教師をしており、キセとは通信授業で世話になっている。
三国市長（みくにしちょう）
「学園都市エデン」の市長。才能のある少年少女をスカウトして、国の発展に貢献させようとしてエデンに招こうとしている。
レモン
声 - 仲村美沙希
キセのペットの黄色いカナリア。
性別はオスで、将来の願いは「嫁（メスのカナリア）をもらうこと」。

## キセが歌う曲
| 話数  | タイトル                               | 作詞                                      | 作曲                                      | 備考                                                                               |
| ----- | -------------------------------------- | ----------------------------------------- | ----------------------------------------- | ---------------------------------------------------------------------------------- |
| 第1話 | 花                                     | 武島羽衣                                  | 滝廉太郎                                  | 合唱曲 8話でも歌を披露した。                                                       |
| 第2話 | over the rainbow （邦題 虹のかなたに） | エドガー・イップ・ハーバーグ              | ハロルド・アーレン                        | 映画『オズの魔法使い』のテーマ曲。オリジナル歌唱ジュディ・ガーランド               |
| 第3話 | きらきら星                             | ジェーン・テイラー                        | 不明                                      | オリジナルはフランスの民謡                                                         |
| 第4話 | 交響曲第2番 夜想曲 （ノクターン）      |                                           | フレデリック・ショパン                    | この曲には歌詞がなく喜世は旋律をなぞって歌ったとみられる。                         |
| 第5話 | ベートーヴェン交響曲第9番より 歓喜の歌 | フリードリヒ・フォン・シラー              | ルートヴィヒ・ヴァン・ベートーヴェン      | フランス人の詩人シラーの作品「自由賛歌」にベートーヴェンがドイツ訳して引用したもの |
| 第6話 | ふるさと (正確には「故郷」）           | 高野辰之                                  | 岡野貞一                                  |                                                                                    |
| 第7話 | トップ・オブ・ザ・ワールド             | リチャード・カーペンター ジョン・ベティス | リチャード・カーペンター ジョン・ベティス | オリジナル歌唱 カーペンターズ                                                      |

## 用語解説
学園都市エデン
東北地方にある架空の都市。
東京並みに近代化されており開放的な空間で、抜きんでた才能を持つ若者が集う。エリートたちが通う「学園」があり、そこの中等部にオルカが在籍しており、イサナも通っていた。奥深くに地下牢が存在し、エデンの理念に反するものは投獄される。
制服は男子がブレザー、女子は前身頃がブレザーにも見える変型セーラー服。
海鯨学園中学校（かいげいがくえん）
キセとイサナが通う私立中学校。
男子は白いラインが入った黒い詰襟、女子は上下白の襟なしブレザーに青いリボンをつける。
カフェ・ド・バレーヌ
キセの祖母が営むカフェ。時々、キセが手伝いをする。
クラシックのレコードプレーヤーがあり、キセのクラシックの知識を深めた。

## 書誌情報
- 能登山けいこ『キセキのローレライ』 小学館〈ちゃおコミックス〉、全3巻
  1. 2019年8月1日発売[1]、ISBN 978-4-09-870586-3
  2. 2020年2月28日発売[2]、ISBN 978-4-09-870745-4
  3. 2020年9月1日発売[3]、ISBN 978-4-09-871095-9